# توماس رگنیر
توماس رگنیر (انگلیسی: Thomas Régnier؛ زادهٔ ۱۱ مارس ۱۹۸۴) بازیکن فوتبال اهل فرانسه است.
از باشگاه‌هایی که در آن بازی کرده‌است می‌توان به باشگاه فوتبال کلرمون فوت، باشگاه فوتبال کن، باشگاه فوتبال استاد رنس، و باشگاه فوتبال سوشو اشاره کرد.